# Heterophana mira
Heterophana mira är en skalbaggsart som beskrevs av Thierry Bourgoin 1917. Heterophana mira ingår i släktet Heterophana och familjen Cetoniidae. Inga underarter finns listade i Catalogue of Life.